# Словакия на зимних Олимпийских играх 2006
Словакия приняла участие в Зимних Олимпийских играх 2006 года в Турине (Италия). Первую в истории страны олимпийскую медаль на зимних играх завоевал сноубордист Радослав Жидек.
В соревнованиях в 9 видах спорта Олимпиады приняли участие 58 спортсменов (45 мужчин и 13 женщин). Флаг Словакии на церемонии открытия пронёс саночник Вальтер Маркс, на церемонии закрытия — лыжник Мартин Байчичак.

## Медали
| Серебро |                |                                    |            |
| №       | Спортсмены     | Вид спорта (дисциплина)            | Дата       |
| 1       | Радослав Жидек | Сноуборд (сноуборд-кросс, мужчины) | 16 февраля |

## Состав сборной
Биатлон
1. Павол Гурайт
2. Матей Казар
3. Марек Матяшко
4. Мирослав Матяшко
5. Душан Шимочко
6. Яна Герекова
7. Мартина Галинарова
8. Соня Михокова
9. Анна Муринова
10. Марсела Павковчекова

 Бобслей
1. Андрей Бенда
2. Роберт Крестьянко
3. Виктор Райек
4. Милан Ягнешак

 Горнолыжный спорт
1. Ярослав Бабушак
2. Иван Геймшильд
3. Яна Гантнерова
4. Ева Гучкова
5. Вероника Зузулова
6. Соня Мацулова

 Лыжные гонки
1. Мартин Байчичак
2. Иван Баторы
3. Михал Малак
4. Мартин Отченаш
5. Катарина Гарайова
6. Алена Прохазкова

 Прыжки на лыжах с трамплина
1. Мартин Месик

 Санный спорт
1. Йозеф Нинис
2. Ярослав Славик
3. Вальтер Маркс
4. Любомир Мицк
5. Вероника Саболова
6. Яна Шишайова

 Сноуборд
1. Радослав Жидек

 Хоккей
1. Любош Бартечко
2. Петер Бондра
3. Петер Будай
4. Любомир Вишнёвский
5. Мариан Габорик
6. Мариан Госса
7. Марцел Госса
8. Павол Демитра
9. Рихард Зедник
10. Рихард Капуш
11. Кароль Крижан
12. Ян Лашак
13. Иван Майеский
14. Андрей Месарош
15. Рональд Петровицки
16. Марек Сватош
17. Томаш Суровы
18. Мирослав Шатан
19. Мартин Штрбак
20. Йозеф Штумпел
21. Здено Хара
22. Милан Юрчина

 Шорт-трек
1. Матуш Ужак

## Результаты соревнований

### Биатлон
Лучший результат среди представителей Словакии в соревнованиях по биатлону показал Марек Матяшко, который в индивидуальной гонке до последнего огневого рубежа претендовал на медаль, однако допустил один промах и финишировал лишь 5-м.
Мужчины
| Спортсмен                                                 | Дисциплина           | Время     | Стрельба               | Отставание | Место |
| --------------------------------------------------------- | -------------------- | --------- | ---------------------- | ---------- | ----- |
| Павол Гурайт                                              | спринт               | 28:17,8   | 0+1                    | +2:06,2    | 31    |
| Павол Гурайт                                              | гонка преследования  | 38:20,6   | 0+2+0+0                | +3:00,4    | 26    |
| Павол Гурайт                                              | индивидуальная гонка | 58:49,6   | 0+1+0+2                | +4:26,6    | 29    |
| Матей Казар                                               | спринт               | 29:29,4   | 0+1                    | +3:17,8    | 59    |
| Матей Казар                                               | гонка преследования  | 42:46,8   | 2+1+2+2                | +7:26,4    | 54    |
| Марек Матяшко                                             | спринт               | 30:11,0   | 3+3                    | +3:59,4    | 73    |
| Марек Матяшко                                             | масс-старт           | 50:11,1   | 0+0+1+2                | +2:51,1    | 27    |
| Марек Матяшко                                             | индивидуальная гонка | 55:48,6   | 0+0+0+1                | +1:25,6    | 5     |
| Мирослав Матяшко                                          | спринт               | 29:13,0   | 1+11                   | +3:01,4    | 53    |
| Мирослав Матяшко                                          | гонка преследования  | 41:32,5   | 2+2+1+1                | +6:12,3    | 51    |
| Мирослав Матяшко                                          | индивидуальная гонка | 59:43,8   | 3+0+0+0                | +5:50,8    | 38    |
| Душан Шимочко                                             | индивидуальная гонка | 1:01:37,8 | 1+0+2+1                | +7:14,8    | 56    |
| Павол Гурайт Душан Шимочко Мирослав Матяшко Марек Матяшко | эстафета             | 1:27:44,9 | 23+02 02+01 3+03 02+03 | +5:53,4    | 14    |

### Бобслей
Милан Ягнешак являлся пилотом словацких экипажей, выступавших на Олимпиаде в Турине. В соревнованиях двоек по результатам трёх заездов экипаж Словакии не попал в топ-20 и завершил выступление; в соревновании четвёрок словаки заняли лишь 20-е место.
Мужчины
| Спортсмен                                                 | Дисциплина | 1 заезд   | 1 заезд | 2 заезд   | 2 заезд | 3 заезд   | 3 заезд | 4 заезд   | 4 заезд   | Итоговый результат | Итоговое место |
| Спортсмен                                                 | Дисциплина | Результат | Место   | Результат | Место   | Результат | Место   | Результат | Место     | Итоговый результат | Итоговое место |
| --------------------------------------------------------- | ---------- | --------- | ------- | --------- | ------- | --------- | ------- | --------- | --------- | ------------------ | -------------- |
| Милан Ягнешак Виктор Райек                                | двойки     | 56,81     | 24      | 57,12     | 27      | 57,81     | 26      | Не прошли | Не прошли | Не прошли          | 25             |
| Милан Ягнешак Виктор Райек Андрей Бенда Роберт Крестьянко | четвёрки   | 56,29     | 20      | 56,13     | 19      | 56,26     | 21      | 55,98     | 20        | 3:44,66            | 20             |

### Горнолыжный спорт
В соревнованиях по горнолыжному спорту наилучший результат среди словацких спортсменов показала Вероника Зузулова, финишировавшая 15-й в суперкомбинации среди женщин.
Мужчины
| Спортсмен       | Дисциплина       | Время          | Время          | Время          | Время          | Место          |
| Спортсмен       | Дисциплина       | Попытка 1      | Попытка 2      | Попытка 3      | Сумма          | Место          |
| --------------- | ---------------- | -------------- | -------------- | -------------- | -------------- | -------------- |
| Ярослав Бабушак | скоростной спуск | —              | —              | —              | 1:57,45        | 45             |
| Ярослав Бабушак | супергигант      | —              | —              | —              | 1:35,41        | 40             |
| Ярослав Бабушак | слалом           | 58,51          | 53,55          | —              | 1:52,06        | 24             |
| Ярослав Бабушак | суперкомбинация  | 1:43,32        | 48,86          | 48,60          | 3:20,78        | 27             |
| Иван Геймшильд  | скоростной спуск | Не финишировал | Не финишировал | Не финишировал | Не финишировал | Не финишировал |
| Иван Геймшильд  | супергигант      | —              | —              | —              | 1:36,58        | 46             |
| Иван Геймшильд  | слалом           | 59,67          | 54,31          | —              | 1:53,98        | 26             |
| Иван Геймшильд  | суперкомбинация  | 1:43,12        | 48,13          | 47,16          | 3:18,41        | 25             |

Примечание. В мужском соревновании по суперкомбинации попытка 1 — это скоростной спуск, попытки 2 и 3 — слалом.
Женщины
| Спортсмен         | Дисциплина        | Время              | Время              | Время              | Время              | Место              |
| Спортсмен         | Дисциплина        | Попытка 1          | Попытка 2          | Попытка 3          | Сумма              | Место              |
| ----------------- | ----------------- | ------------------ | ------------------ | ------------------ | ------------------ | ------------------ |
| Яна Гантерова     | скоростной спуск  | —                  | —                  | —                  | 2:04,60            | 36                 |
| Яна Гантерова     | супергигант       | —                  | —                  | —                  | 1:38,40            | 48                 |
| Яна Гантерова     | слалом            | 1:06,73            | Не финишировала    | Не финишировала    | Не финишировала    | Не финишировала    |
| Яна Гантерова     | суперкомбинация   | Не финишировала    | Не финишировала    | Не финишировала    | Не финишировала    | Не финишировала    |
| Ева Гучкова       | скоростной спуск  | —                  | —                  | —                  | 2:05,32            | 37                 |
| Ева Гучкова       | супергигант       | Дисквалифицирована | Дисквалифицирована | Дисквалифицирована | Дисквалифицирована | Дисквалифицирована |
| Ева Гучкова       | гигантский слалом | 1:05,24            | 1:13,07            | —                  | 2:18,31            | 28                 |
| Ева Гучкова       | слалом            | Не финишировала    | Не финишировала    | Не финишировала    | Не финишировала    | Не финишировала    |
| Ева Гучкова       | суперкомбинация   | Не финишировала    | Не финишировала    | Не финишировала    | Не финишировала    | Не финишировала    |
| Вероника Зузулова | слалом            | 44,53              | 48,00              | —                  | 1:32,53            | 22                 |
| Вероника Зузулова | суперкомбинация   | 39,68              | 43,67              | 1:33,28            | 2:56,63            | 15                 |
| Соня Мацулова     | скоростной спуск  | —                  | —                  | —                  | 2:03,63            | 35                 |
| Соня Мацулова     | супергигант       | —                  | —                  | —                  | 1:37,87            | 44                 |
| Соня Мацулова     | гигантский слалом | 1:05,77            | 1:12,84            | —                  | 2:18,61            | 29                 |
| Соня Мацулова     | слалом            | Не финишировала    | Не финишировала    | Не финишировала    | Не финишировала    | Не финишировала    |
| Соня Мацулова     | суперкомбинация   | 40,53              | 45,63              | 1:34,09            | 3:00,25            | 23                 |

Примечание. В женском соревновании по суперкомбинации попытки 1 и 2 — это слалом, попытка 3 — скоростной спуск.

### Санный спорт
Делегация Словакии в санях на Олимпиаде в Турине была одной из наиболее больших, однако её представителям не удалось показать хороших результатов — наивысшее место показали Любомир Мицк и Вальтер Маркс, выступавшие в двойках и попавшие лишь в топ-15.
Мужчины
| Спортсмен                  | Дисциплина | Время     | Время     | Время     | Время     | Время    | Место |
| Спортсмен                  | Дисциплина | Попытка 1 | Попытка 2 | Попытка 3 | Попытка 4 | Сумма    | Место |
| -------------------------- | ---------- | --------- | --------- | --------- | --------- | -------- | ----- |
| Йозеф Нинис                | одиночки   | 52,769    | 52,517    | 52,525    | 52,386    | 3:30,197 | 22    |
| Ярослав Славик             | одиночки   | 52,786    | 52,066    | 1:13,877  | 52,156    | 3:50,885 | 33    |
| Любомир Мицк Вальтер Маркс | двойки     | 48,412    | 47,857    | —         | —         | 1:36,269 | 13    |

Женщины
| Спортсмен         | Дисциплина | Время     | Время     | Время     | Время     | Время    | Место |
| Спортсмен         | Дисциплина | Попытка 1 | Попытка 2 | Попытка 3 | Попытка 4 | Сумма    | Место |
| ----------------- | ---------- | --------- | --------- | --------- | --------- | -------- | ----- |
| Вероника Сабалова | одиночки   | 49,680    | 48,226    | 48,095    | 48,060    | 3:14,061 | 19    |
| Яна Шишайова      | одиночки   | 48,860    | 50,267    | 48,479    | 49,387    | 3:16,993 | 22    |

### Сноуборд

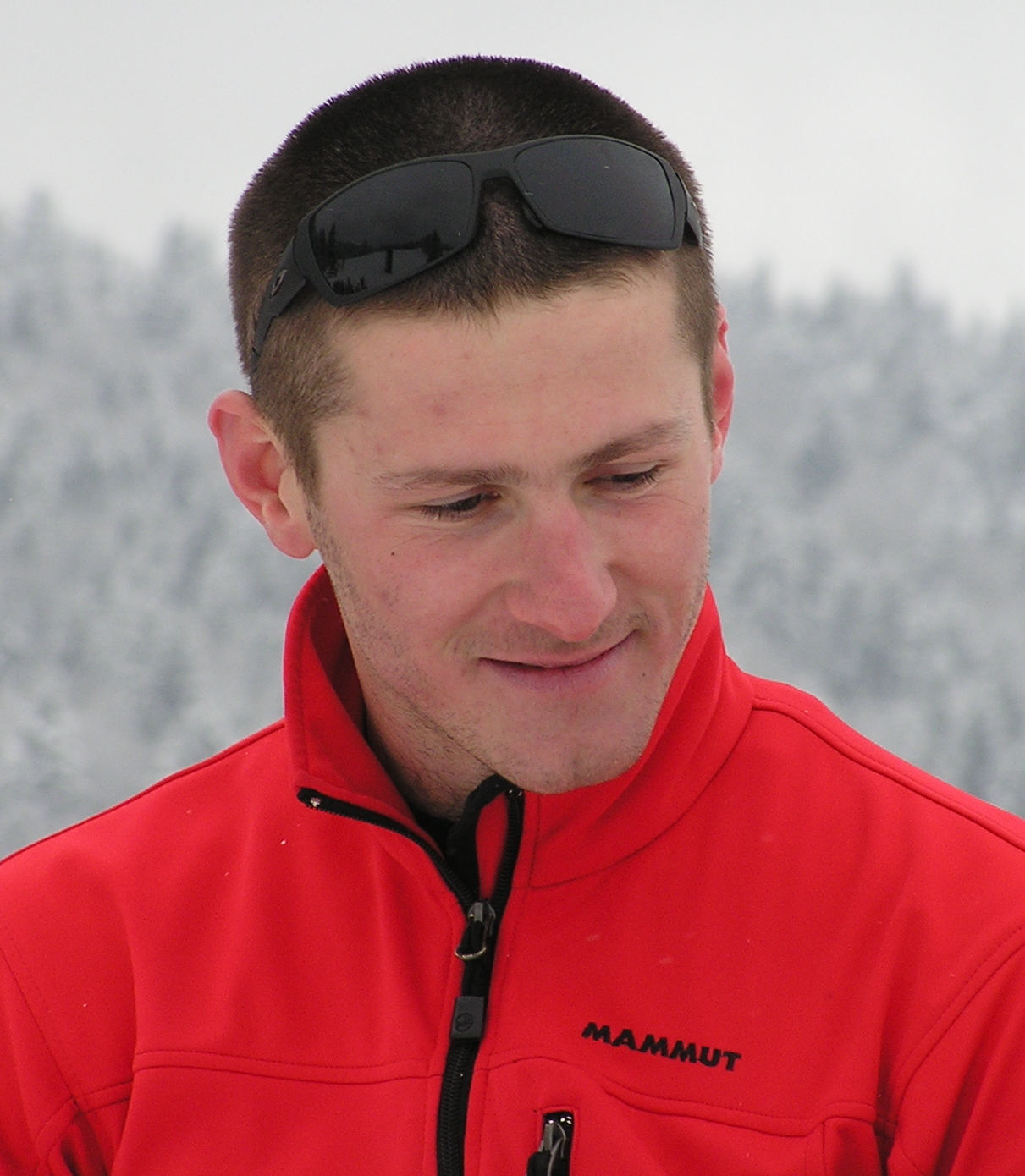
Радослав Жидек — первый обладатель медали от Словакии на зимних Олимпийских играх

Радослав Жидек не смог пройти квалификацию в параллельном гигантском слаломе Олимпиады, показав лишь 27-е время. В квалификационном раунде соревнований по сноуборд-кроссу он показал 9-место и попал в основную сетку турнира. Выиграв все раунды плей-офф (1/8 финала, четвертьфинал и полуфинал), пробился в финальный заезд Олимпийских игр, где уступил лишь американцу Сету Уэскотту. Завоёванное Жидеком «серебро» стало для Словакии первой в истории зимних Олимпиад медалью.
Мужчины
Параллельный гигантский слалом
| Спортсмен      | Дисциплина                     | Квалификация | Квалификация | Квалификация | Квалификация | 1/8 финала           | Четвертьфинал        | Полуфинал            | Финал                | Итоговое место |
| Спортсмен      | Дисциплина                     | 1 спуск      | 2 спуск      | Всего        | Место        | Соперник Результат   | Соперник Результат   | Соперник Результат   | Соперник Результат   | Итоговое место |
| -------------- | ------------------------------ | ------------ | ------------ | ------------ | ------------ | -------------------- | -------------------- | -------------------- | -------------------- | -------------- |
| Радослав Жидек | параллельный гигантский слалом | 38,30        | 38,21        | 1:16,51      | 27           | Завершил выступление | Завершил выступление | Завершил выступление | Завершил выступление | 27             |

Сноуборд-кросс
| Спортсмен      | Дисциплина     | Квалификация | Квалификация | Квалификация | 1/8 финала | 1/8 финала | Четвертьфинал | Четвертьфинал | Полуфинал | Полуфинал | Финал | Итоговое место |
| Спортсмен      | Дисциплина     | 1 спуск      | 2 спуск      | Место        | Заезд      | Место      | Заезд         | Место         | Заезд     | Место     | Место | Итоговое место |
| -------------- | -------------- | ------------ | ------------ | ------------ | ---------- | ---------- | ------------- | ------------- | --------- | --------- | ----- | -------------- |
| Радослав Жидек | Сноуборд-кросс | 1:30,91      | 1:21,19      | 9 Q          | 2          | 1 Q        | 1             | 1 Q           | 1         | 1 Q       | 2     |                |

### Хоккей с шайбой
Мужчины
В рамках мужского хоккейного турнира Олимпиады сборная Словакия завершила групповой этап на первом месте, в том числе обыграв команды России, США и Швеции. Однако уже в четвертьфинале словаки уступили сборной Чехии и выбыли из борьбы за медали.
Состав
| Игрок         | Позиция | Рост | Вес | Дата рождения | Место рождения  | Команда            |
| ------------- | ------- | ---- | --- | ------------- | --------------- | ------------------ |
| Петер Будай   | В       | 183  | 91  | 18.09.1982    | Банска-Бистрица | Колорадо Эвеланш   |
| Кароль Крижан | В       | 178  | 84  | 05.06.1980    | Жилина          | МОДО               |
| Ян Лашак      | В       | 183  | 93  | 10.04.1979    | Зволен          | Динамо (Пардубице) |
| Здено Хара    | З       | 205  | 118 | 18.03.1977    | Тренчин         | Оттава Сенаторз    |

### Шорт-трек
В соревнованиях по шорт-реку на Олимпиаде в Турине представлял лишь один спортсмен — Матуш Ужак. В своём квалификационном забеге на 1000 м он показал второй результат и смог отобраться в четвертьфинал, однако в нём был дисквалифицирован. Также Ужак подвергся дисквалификации в отборочном забеге на дистанции 1500 м. В предварительном забеге на 500 м он показал лишь 4-й результат и не смог пробиться в основную сетку турнира.
| Спортсмен  | Дисциплина | Квалификация      | Квалификация      | Четвертьфиналы    | Четвертьфиналы    | Полуфиналы        | Полуфиналы        | Финал             | Финал             |
| Спортсмен  | Дисциплина | Время             | Место             | Время             | Место             | Время             | Место             | Время             | Место             |
| ---------- | ---------- | ----------------- | ----------------- | ----------------- | ----------------- | ----------------- | ----------------- | ----------------- | ----------------- |
| Матуш Ужак | 500 м      | 44.525            | 4                 | Не прошёл         | Не прошёл         | Не прошёл         | Не прошёл         | Не прошёл         | 21                |
| Матуш Ужак | 1000 м     | 1:35,989          | 2 Q               | Дисквалифицирован | Дисквалифицирован | Дисквалифицирован | Дисквалифицирован | Дисквалифицирован | Дисквалифицирован |
| Матуш Ужак | 1500 м     | Дисквалифицирован | Дисквалифицирован | Дисквалифицирован | Дисквалифицирован | Дисквалифицирован | Дисквалифицирован | Дисквалифицирован | Дисквалифицирован |